# Central Line (band)
Central Line was een r&b- en soulband uit Londen die tot de Britfunkbeweging werd gerekend. De band bracht begin jaren tachtig drie albums uit en scoorde hits als Walking Into Sunshine en Nature Boy.

## Loopbaan
De band werd in 1978 opgericht door Steve Salvari, Camelle Hinds, Lipson Francis en Henry Defoe. Hinds, Francis en Defoe speelden eerder in de band TFB (Typical Funk Band), met de latere muzikanten van Light of the World en Imagination (drummer Errol Kennedy). Salvari sloot zich eind 1976 bij TFB aan als tweede toetsenist ter vervanging van Kenny Wellington. De band trad ruim een jaar in deze bezetting op en viel daarna uit elkaar in twee kampen. Francis en Defoe gingen samenwerken met de toenmalige bassist van Boney M. terwijl Salvari en Hinds zich op diverse projecten stortten.
In maart 1978 kwamen Francis, Defoe, Salvari en Hinds weer bij elkaar; versterkt door Linton Beckles (geboren als Linton Charles Beckles, 17 december 1955 – 3 april 2015) en Kim "Jake" Le Mesurier (1956-1991; de jongere zoon van de Britse acteurs John Le Mesurier en Hattie Jacques, en broer van Rod Stewarts jarenlange gitarist Robin Le Mesurier). Op zoek naar een nieuwe identiteit verzon Dafoe de naam Central Line omdat de band de gulden middenweg bewandelde tussen funk en soul.
Central Line tekende in 1979 een contract bij Mercury en ging op tournee met Roy Ayers, Grover Washington jr., Fat Larry's Band en The Real Thing. Hun debuutsingle Wot We Got Its Hot werd goed ontvangen, dit in tegenstelling tot de opvolger Sticks & Stones. Het jaar werd afgesloten met een optreden in het televisieprogramma van zangeres Linda Lewis op de BBC.
Salvari hield het begin 1980 voor gezien en ging platen produceren voor o.a. Barry White, Robert Palmer en Sheena Easton. 
Mel Gaynor, de latere drummer van Simple Minds, speelde mee op het debuutalbum maar was ten tijde van de release in 1981 alweer vertrokken; ook Henri Defoe stapte op om een songschrijversverband aan te gaan met Michael Finbarr Murphy en ging verder als jazzmuzikant.
De band scoorde in 1981 met Walking Into Sunshine een clubhit in de Verenigde Staten'; de Britse top 40 werd pas begin 1983 gehaald met een cover van Nat King Cole's Nature Boy. Beide singles kwamen ook in de Nederlandse top 40 terecht. 
Deze successen wisten ze niet voort te zetten, en in augustus 1984 werden ze ontbonden. 
Bassist Hinds was dan al op weg een veelgevraagd muzikant te worden; hij speelde bij The Style Council en The Walkers met trompettist Canute Wellington die in 1983 de single (Whatever Happened to) the Party Groove / Sky's the Limit uitbracht. Met Defoe vormde hij Hindsight.
Beckles en Francis begonnen een a&r-managementbureau met Tony McCorkell; in de jaren negentig verlegden zij hun werkzaamheden naar de kerk alwaar Beckles zich ontwikkelde tot dominee. Op 15 april 2011 brachten ze de hits van Central Line ten gehore tijdens een Britfunk-revivalconcert. Linton Beckles overleed op 3 april 2015 in Londen op 59-jarige leeftijd aan de gevolgen van een longontsteking. Hij liet vier kinderen na waarvan Omar zelf succesvol werd als profvoetballer bij Leyton Orient. Lipson Francis overleed op 29 juni 2018.
Na jaren in dienst te hebben gestaan van anderen begon Salvari begon een solocarrière; hij bracht twee albums uit waarvan de eerste voornamelijk met  covers.

## Bezetting
- Steve Salvari –  zang, keyboards
- Camelle Hinds – zang, bas
- Lipson Francis – zang, keyboards
- Henri Defoe – zang, gitaar
- Jake Le Mesurier – drums, percussie
- Linton Beckles – zang, percussie
- Mel Gaynor – drums, percussie
- Michael Finbarr Murphy – gitaren, keyboards
- Roy Carter – keyboards, gitaar
- Steve Jeffries – keyboards
- George Chandler – achtergrondzang
- Dee Sealy – achtergrondzang
- Jimmy Chambers – achtergrondzang

## Discografie

### Albums
- 1981: Central Line
- 1981: Breaking Point
- 1983: Choice

### Singles
- 1979: Wot We Got (It's Hot)
- 1980: Sticks & Stones
- 1980: You Can Do It (You Know)
- 1981: That's No Way to Treat My Love
- 1981: Walking Into Sunshine (Alarmschijf)
- 1982: Don't Tell Me
- 1982: You've Said Enough
- 1982: Nature Boy
- 1983: Surprise Surprise
- 1983: Time for Some Fun
- 1983: Lovely Day
- 1984: Betcha Gonna